# Orygocera albanix
Orygocera albanix is een vlinder uit de familie van de Depressariidae (Platlijfjes). Deze soort is voor het eerst wetenschappelijk beschreven door Maik Bippus in een publicatie uit 2020.
De soort komt voor in Réunion.